# Atrichum rhystophyllum
Atrichum rhystophyllum är en bladmossart som beskrevs av Jean Édouard Gabriel Narcisse Paris 1900. Atrichum rhystophyllum ingår i släktet sågmossor, och familjen Polytrichaceae. Inga underarter finns listade i Catalogue of Life.